# Butjadingen
Butjadingen – półwysep, a zarazem gmina w Niemczech, w kraju związkowym Dolna Saksonia, w powiecie Wesermarsch.

## Geografia
Gmina Butjadingen położona jest nad Morzem Północnym, na półwyspie o tej samej nazwie, który znajduje się przy ujściu rzeki Wezery.